# Jean Doumanian
Jean Doumanian est une scénariste et productrice et de théâtre américaine née le 28 juillet 1942.

## Théâtre
- 2004 : Jumpers
- 2004-2005 : Democracy
- 2007-2009 : August: Osage County
- 2009 : Mary Stuart
- 2009-2010 : Burn the Floor
- 2009-2010 : Superior Donuts
- 2011-2020 : The Book of Mormon
- 2011 : The Motherfucker with the Hat
- 2011 : The House of Blue Leaves
- 2011-2012 : The Mountaintop
- 2012 : Death of a Salesman
- 2012-2013 : Nice Work If You Can Get It
- 2013 : The Testament of Mary
- 2015 : Fish in the Dark
- 2015-2016 : Finding Neverland
- 2018 : Angels in America
- 2020 : Hangmen

## Filmographie

### Scénariste
- 1971-1974 : The Dick Cavett Show : 125 épisodes
- 1979 : Bob & Ray, Jane, Laraine & Gilda
- 1980-1981 : Saturday Night Live : 13 épisodes
- 1989 : The Best of Eddie Murphy: Saturday Night Live
- 1998 : Saturday Night Live: The Best of Eddie Murphy

### Productrice
- 1975 : Saturday Night Live with Howard Cosell : 4 épisodes
- 1979 : Bob & Ray, Jane Laraine & Gilda
- 1979-1981 : Saturday Night Live : 109 épisodes
- 1985 : The Best of John Belushi
- 1986 : The Best of Dan Aykroyd
- 1987 : The Best of Chevy Chase
- 1989 : The Best of Gilda Radner
- 1989 : The Best of Eddie Murphy: Saturday Night Live
- 1991 : Oxen
- 1991 : Saturday Night Live Goes Commercial
- 1994 : Coups de feu sur Broadway
- 1994 : Don't Drink the Water
- 1995 : Maudite Aphrodite
- 1996 : Tout le monde dit I love you
- 1997 : Wild Man Blues
- 1997 : Harry dans tous ses états
- 1997 : La Prisonnière espagnole
- 1998 : Saturday Night Live: The Best of Eddie Murphy
- 1998 : Par amour
- 1998 : Celebrity
- 1998 : Saturday Night Live: The Best of Steve Martin
- 1999 : Story of a Bad Boy
- 1999 : Sunburn
- 1999 : Women Talking Dirty
- 1999 : Just Looking
- 2000 : Saturday Night Live: Game Show Parodies
- 2000 : Escrocs mais pas trop
- 2003 : All the Real Girls
- 2005 : Saturday Night Live: The Best of John Belushi
- 2005 : Saturday Night Live: The Best of Gilda Radner
- 2005 : Saturday Night Live: The Best of Dan Aykroyd
- 2005 : Saturday Night Live: The Best of Commercial Parodies
- 2007 : Neal Cassady
- 2013 : Un été à Osage County
- 2016 : Una
- 2017 : Shrink : 7 épisodes
- 2018 : Galveston